# St. Ignatius (Südviertel)

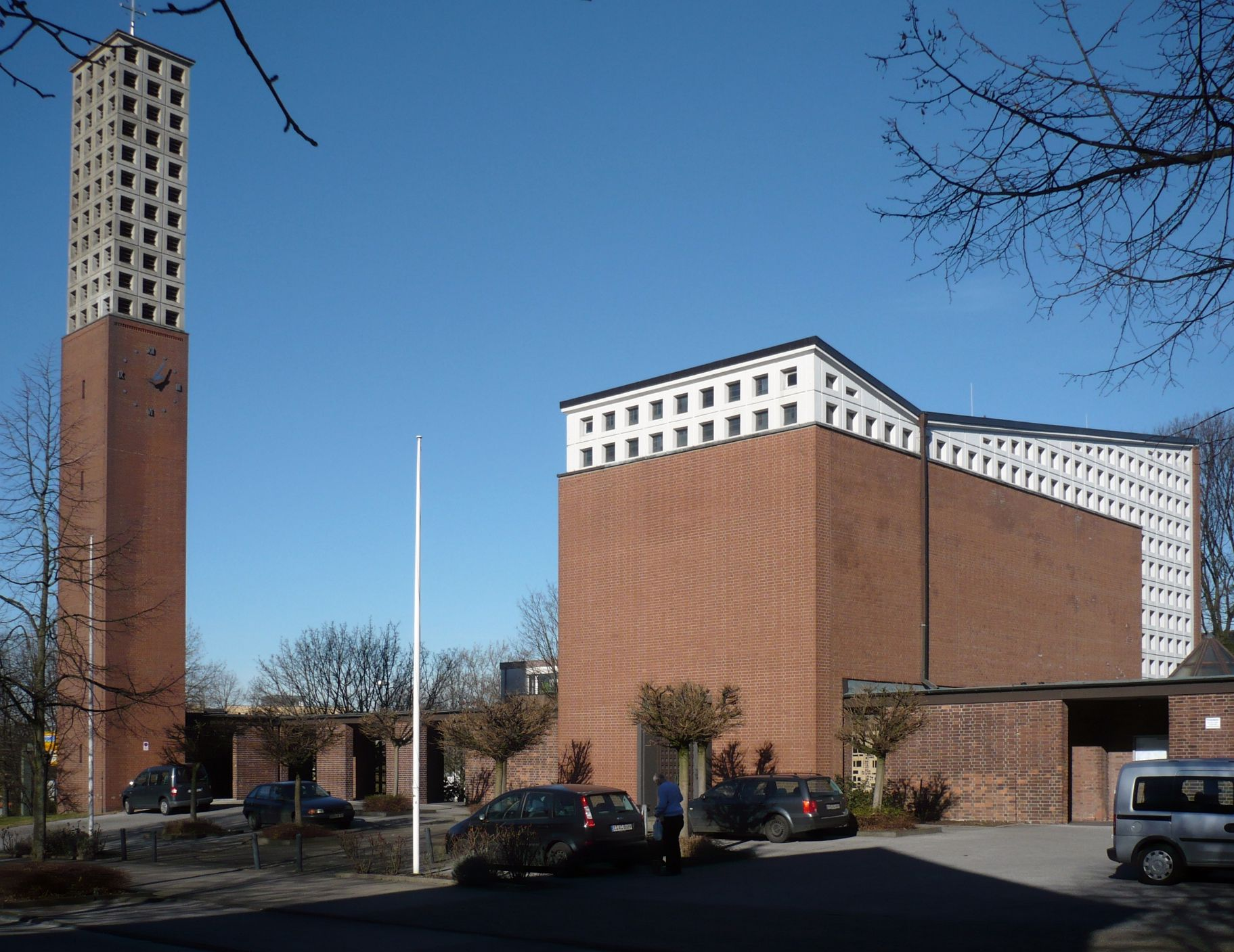
St. Ignatius

Die Kirche St. Ignatius ist ein profaniertes, vormals römisch-katholisches Kirchengebäude im Essener Stadtteil Südviertel.

## Geschichte
Nachdem der von 1923 bis 1924 errichtete Vorgängerbau im Zweiten Weltkrieg zerstört worden war, wurde die Kirche als zur Pfarrgemeinde St. Gertrud gehörige Gemeindekirche und als letztes Projekt des Essener Architekten Emil Jung in den Jahren 1958 bis 1961 erbaut.
St. Ignatius war Kirche des ehemaligen Jesuitenklosters in Holsterhausen. Der Orden verließ im Frühjahr 2012 nach rund 400 Jahren die Stadt Essen.
Die geometrischen Fensterkompositionen aus Betonglas im Altarraum, in den Seitenschiffen und im Eingang stammen aus dem Entstehungsjahr der Kirche und wurden vom Glasbildner Wilhelm Buschulte entworfen. Die vier Fenster in der Kapelle aus Antikglas mit Blei und Schwarzlot entwarfen 1959 die Glasmaler Wilhelm de Graaff und Nikolaus Bette. Sie zeigen Maria mit Kind, Ignatius von Loyola, eine Szene Auf dem Meer sowie den Kreuzweg Christi.
Im November 2013 wurde der marode Kirchturm niedergelegt. Zuvor war das Geläut bereits länger außer Betrieb, aus Angst, die Schwingungen könnten am baufälligen Turm Steinschlag auslösen. Das Kirchengebäude ist im Besitz der italienischen Gemeinde. Das Gemeinde- und Klosterhaus wurde für Gemeindeteile von St. Gertrud mit Kosten von rund einer Million Euro saniert.
Per Dekret von Bischof Franz-Josef Overbeck vom 2. Februar 2025 wurde die Kirche mit Wirkung zum Besitzübergang am 3. Februar 2025 profaniert. Am 2. Februar fand auch die letzte heilige Messe mit Bischof Overbeck statt, seitdem finden die Messen zunächst im Gemeindesaal statt, bis die frühere Hauskapelle der Jesuiten umgestaltet wird. Anstelle der Kirche soll ein Kindergarten gebaut werden. Die Orgel war bereits 2019 verkauft worden.